# Vibrissina spinigera
Vibrissina spinigera là một loài ruồi trong họ Tachinidae.